# باشگاه فوتبال آنورتوسیس فاماگوستا
باشگاه فوتبال آنورتوسیس فاماگوستا (یونانی: Ανόρθωσις Αμμοχώστου) یک باشگاه فوتبال است که در سال ۱۹۱۱ در فاماگوستا قبرس تأسیس شده‌است و در حال حاضر در لیگ دسته اول فوتبال قبرس حضور دارد.
این تیم با بیش از ۱۰۰ سال سابقه و عناوین متعدد قهرمانی، یکی از قدیمی‌ترین و پرافتخارترین تیم‌های فوتبال قبرس است.
آنورتوسیس ۱۵ بار قهرمان لیگ، ۱۰ بار قهرمان جام حذفی و ۷ بار قهرمان سوپرجام قبرس شده‌است.
از بازیکنانی که سابقه حضور در این تیم را دارند می‌توان به گوردون شیلدنفلد، دانیل پرانیچ، ژوائو ویکتور، دوگلائو، اسماعیل گنسالوس و فرانسیس ازوهو اشاره کرد.
این تیم سرمربیان سرشناسی نیز در طول تاریخ خود داشته‌است، از جمله: پیتر کورماک، آنگل یوردانسکو، ارنست میدندروپ، ژرژ کوستا و یورخن استرپل